# Coenonympha tyrrhena
Coenonympha tyrrhena är en fjärilsart som beskrevs av Hermann Stauder 1915. Coenonympha tyrrhena ingår i släktet Coenonympha och familjen praktfjärilar. Inga underarter finns listade i Catalogue of Life.